# Bischöfliches Palais (Mainz)
Das Bischöfliche Palais war ein Bauwerk der Spätrenaissance am Bischofsplatz in Mainz. Es wurde 1663–66 als Sitz der Domstiftskurie errichtet. Es wurde 1942 während der Luftangriffe auf Mainz beschädigt. 1962 wurde es abgerissen und an seiner Stelle ein Parkhaus errichtet.

## Beschreibung
Das Gebäude war ein langgestreckter zweigeschossiger Bau mit elf Achsen zum Bischofsplatz. Besondere Merkmale des Bischöflichen Palais waren das hohe Satteldach zwischen zwei Volutengiebeln sowie die beiden Zwerchgiebel über dem Haupt- und Gartenportal. Die Portale waren durch Pilaster eingefasst, die einen Dreiecksgiebel trugen.

## Geschichte
Das Gebäude wurde in den Jahren 1663 bis 1666 in den Formen der Spätrenaissance vom Domkustos Johann Georg von Schönborn, dem ältesten Bruder des Mainzer Kurfürsten Johann Philipp von Schönborn, als Domstiftskurie errichtet. Durch Abriss der dort stehenden Häuser wurde vor dem Palais der heutige Bischofsplatz geschaffen. Dach und Giebel sowie Grundrissanlage ließen das Vorbild des wenige Jahre vorher am Liebfrauenplatz errichteten Römischen Kaisers erkennen.
Bis 1857 hieß der Platz allerdings noch Domkustorie-Platz. Ab 1802 residierte hier der Bischof des neuumschriebenen Bistums Mainz Joseph Ludwig Colmar.
Nach Bombentreffern im August 1942 brannte das Gebäude aus. Bereits in den direkten Nachkriegsjahren wurde der noch stehende Südgiebel abgebrochen, und die verbliebenen Reste wurden 1962 zu Gunsten eines Parkhausneubaus beseitigt. Wegen des großen bauhistorischen Wertes baute man jedoch die Sandsteinportale vorher aus. Das Hauptportal erhielt einen neuen Standort im Bockshöfchen, ein weiteres Portal wurde am Nordende der Domstraße aufgestellt. 1993 wurde im Rahmen der Umgestaltung des Bischofsplatzes das Gartenportal unter weitgehender Verwendung von originalen Sandsteinteilen am historischen Standort errichtet. 

## Bilder

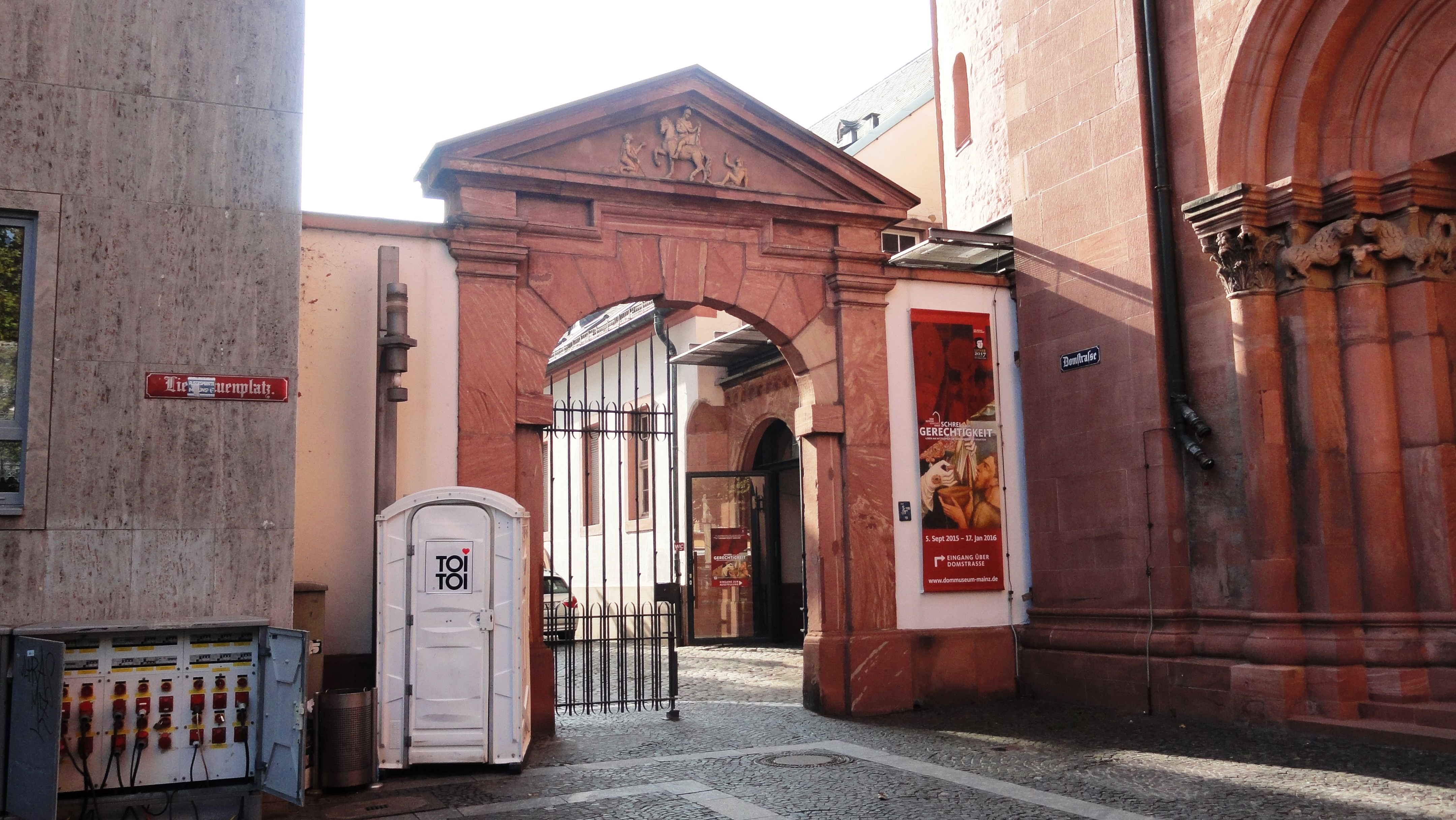
Das Portal am Nordende der Domstraße zum Liebfrauenplatz hin
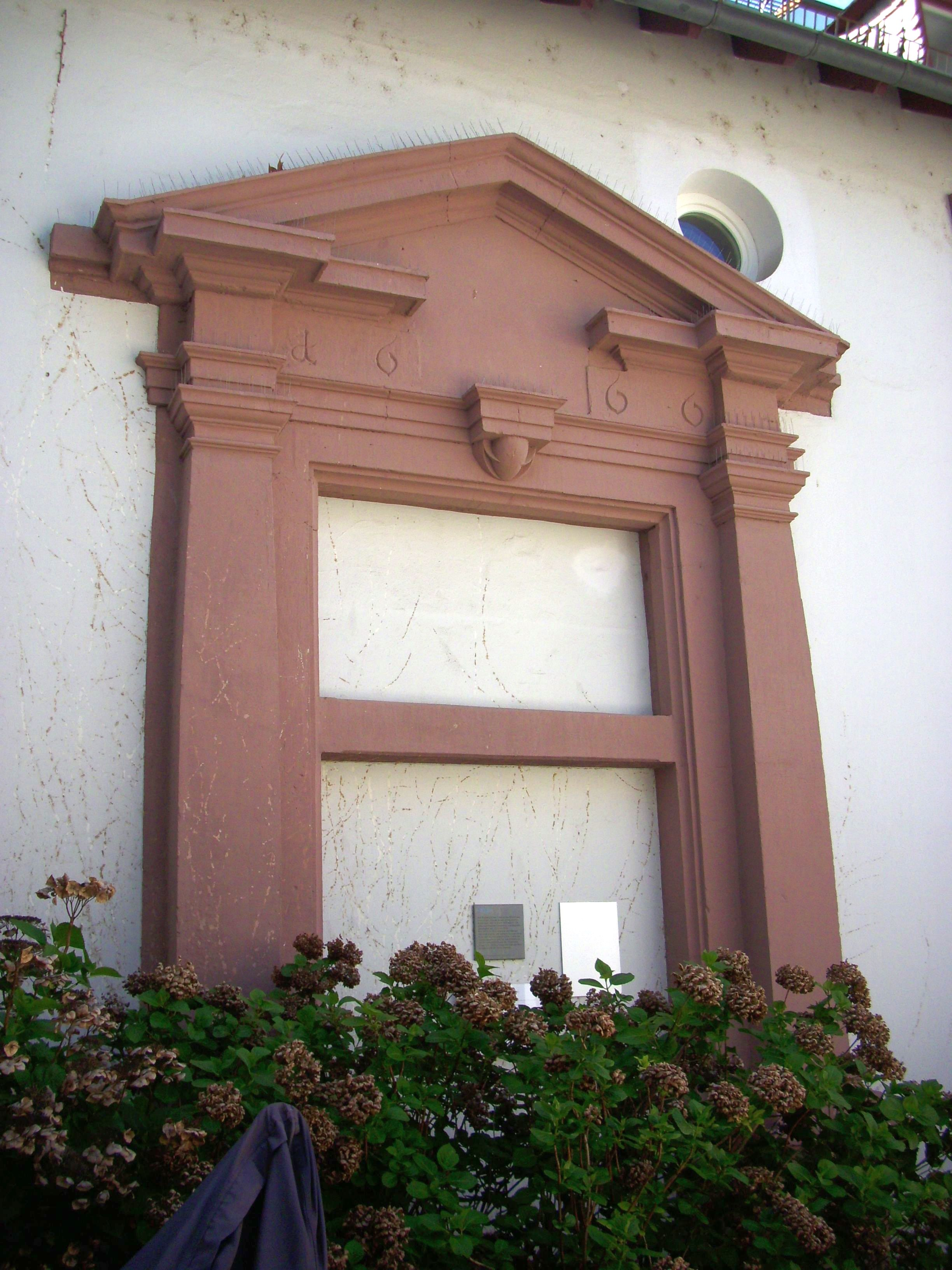
Das Hauptportal, heute im Bockshöfchen, bezeichnet 1666
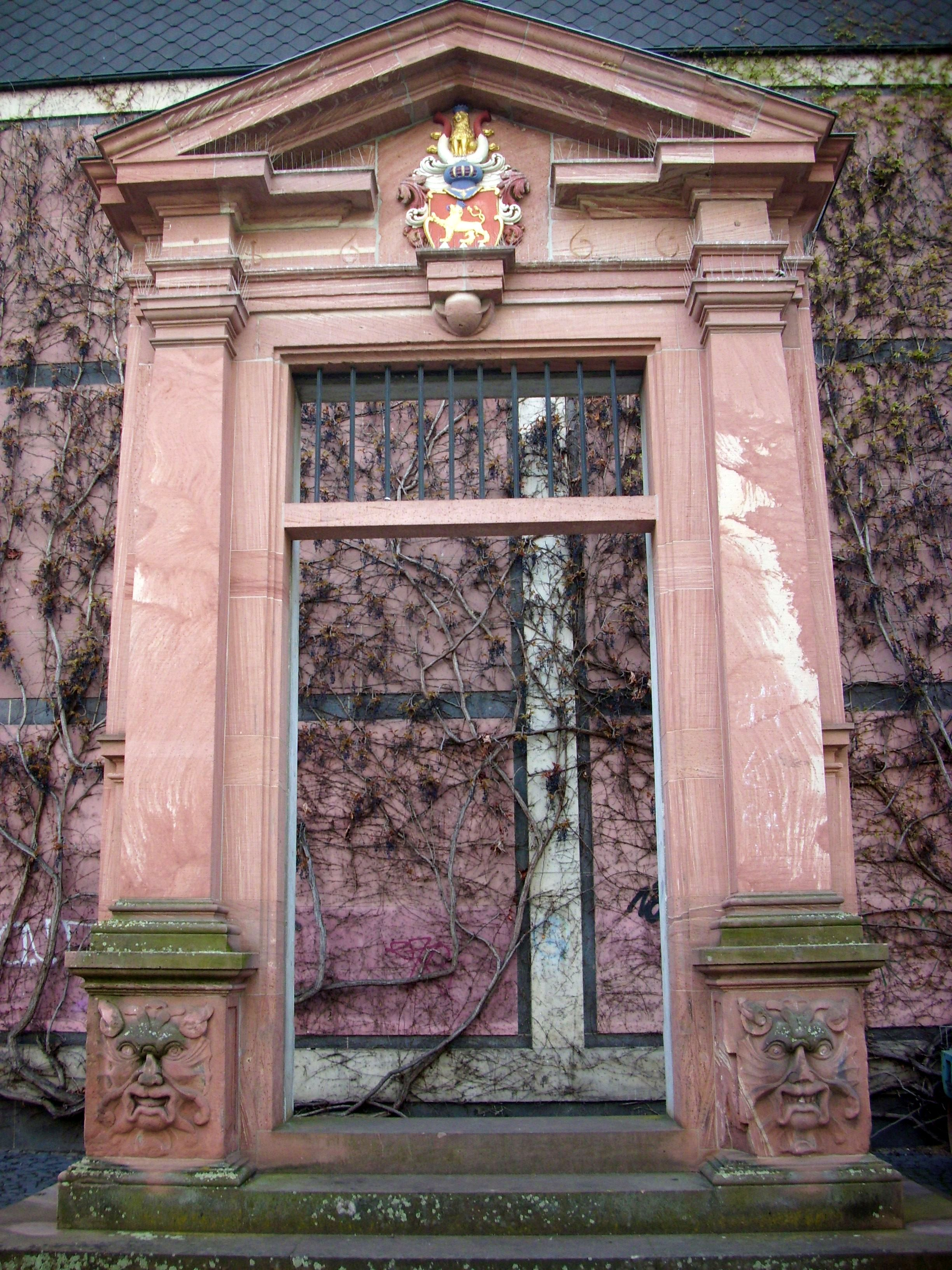
Gartenportal (Rotsandstein) des ehemaligen bischöflichen Palais. Restaurierung durch Theo Ignaz Graffé; 1993 an dieser Stelle wieder aufgebaut